# Mazarrón
Mazarrón é um município da Espanha na província e comunidade autónoma de Múrcia. Tem 318,7 km² de área e em 2021 tinha 32 988 habitantes (densidade: 103,5 hab./km²).

## Demografia
| Variação demográfica do município entre 1991 e 2004 | Variação demográfica do município entre 1991 e 2004 | Variação demográfica do município entre 1991 e 2004 | Variação demográfica do município entre 1991 e 2004 |
| --------------------------------------------------- | --------------------------------------------------- | --------------------------------------------------- | --------------------------------------------------- |
| 1991                                                | 1996                                                | 2001                                                | 2004                                                |
| 14591                                               | 16142                                               | 20841                                               | 26122                                               |